# Schnarup-Thumby
Schnarup-Thumby (in danese Snarup-Tumby) è un comune di 583 abitanti dello Schleswig-Holstein, in Germania.
Appartiene al circondario (Kreis) di Schleswig-Flensburgo (targa SL) ed è parte della comunità amministrativa (Amt) di Mittelangeln.